# Јужни поларник
Јужни поларник или Антарктички поларни круг је један од пет најважнијих паралела које обележавају мапе Земље. Налази се на географској ширини од 66° 33' 39" јужно од екватора (у 2000. години). За све у оквиру Антарктичког поларног круга постоји бар један пун дан обданице током зимске краткодневице и бар један период од 24 сата ноћи током летње дугодневице. То значи да постоји бар један дан у ком Сунце не залази и бар један дан током ког Сунце не излази. То се дешава због нагиба Земље од 23,5 угаоних степени, па је током летње дугодневице јужна поларна област ван домашаја Сунца, као и обратно, током зимске краткодневице.
Простор јужно од овог круга је познат као антарктичка зона, а непосредно северно од њега је јужна умерена климатска зона. Континент Антарктик ствара копнени масив који поркива велики део простора у оквиру антарктичког поларног круга.
Положај антарктичког круга није фиксан и тренутно се простире на 66°33′49.4″ јужно од екватора. Ова цифра може бити донекле нетачна јер не дозвољава ефекте астрономске нутације, која може бити и до 10″. Његова географска ширина зависи од аксијалног нагиба Земље, који флуктуира у границама већим од 2° током периода од 41.000 година, због плимских сила које су резултат орбите Месеца. Сходно томе, Антарктички круг тренутно плута ка југу брзином од око 14,5 m (48 ft) годишње.

## Поноћно Сунце и поларна ноћ
Антарктички круг је најсевернија географска ширина на јужној хемисфери на којој центар сунца може непрекидно да остане изнад хоризонта двадесет четири сата; као резултат тога, најмање једном годишње на било којој локацији унутар антарктичког круга центар сунца је видљив у локалној поноћи, а најмање једном је центар сунца испод хоризонта у локалном подневу.
Директно на Антарктичком кругу ови догађаји се у принципу дешавају тачно једном годишње: на децембарски и јунски солстициј. Међутим, због атмосферске рефракције и фатаморгана, и зато што се сунце појављује као диск, а не тачка, део поноћног сунца може се видети у ноћи јужног летњег солстиција до око 50 минута (′) (90 km (56 mi)) северно од антарктичког круга; слично томе, на дан јужног зимског солстиција, део сунца се може видети до око 50′ јужно од антарктичког круга. То је тачно на нивоу мора; те границе се повећавају са висином изнад нивоа мора, иако у планинским пределима често нема директног погледа на прави хоризонт. Миражи на антарктичком континенту имају тенденцију да буду још спектакуларније него у арктичким регионима, стварајући, на пример, низ привидних залазака и излазака сунца док у стварности сунце остаје испод хоризонта.

## Људска насеља
Јужно од Антарктичког круга не постоји стална људска популација, али постоји неколико истраживачких станица на Антарктику којима управљају различите нације које насељавају тимови научника који се смењују на сезонској основи. У претходним вековима на континенту су успостављене неке полусталне китоловске станице, а неки китоловци би тамо живели по годину дана или више. Најмање троје деце је рођено на Антарктику, додуше у станицама северно од Антарктичког круга.

## Географија
Обим антарктичког круга је отприлике 16.000 km (9.900 mi). Подручје јужно од круга је око 20.000.000 km2 (7.700.000 sq mi) и покрива отприлике 4% Земљине површине. Већина континента Антарктика налази се унутар Антарктичког круга.

### Локације дуж Круга
Почевши од почетног меридијана и идући ка истоку, антарктички круг пролази кроз:
| Координате                                   | Земља, територија или море                                                | Напомене                                                                                                  |
| -------------------------------------------- | ------------------------------------------------------------------------- | --- |
| 66° 34′ S 0° 0′ E / 66.567° Ј; 0.000° И      | Јужни океан                                                               | Северно од Земље краљице Мод и Ендебијеве земље                                                           |
| 66° 34′ S 50° 32′ E / 66.567° Ј; 50.533° И   | Антарктик – Ендебијава земља                                              | Територија на коју полаже права Аустралија                                                                |
| 66° 34′ S 57° 19′ E / 66.567° Ј; 57.317° И   | Јужни океан                                                               | Северно од Ејмеријевог леденог прага                                                                      |
| 66° 34′ S 82° 6′ E / 66.567° Ј; 82.100° И    | Антарктик                                                                 | Територија на коју полаже права Аустралија                                                                |
| 66° 34′ S 89° 14′ E / 66.567° Ј; 89.233° И   | Јужни океан                                                               | |
| 66° 34′ S 91° 29′ E / 66.567° Ј; 91.483° И   | Антарктик                                                                 | Територија на коју полаже права Аустралија                                                                |
| 66° 34′ S 92° 21′ E / 66.567° Ј; 92.350° И   | Јужни океан                                                               | |
| 66° 34′ S 93° 52′ E / 66.567° Ј; 93.867° И   | Антарктик                                                                 | Територија на коју полаже права Аустралија                                                                |
| 66° 34′ S 107° 45′ E / 66.567° Ј; 107.750° И | Јужни океан                                                               | Винсенсов залив                                                                                           |
| 66° 34′ S 110° 12′ E / 66.567° Ј; 110.200° И | Антарктик – Вилкесова земља                                               | Територија на коју полаже права Аустралија                                                                |
| 66° 34′ S 116° 35′ E / 66.567° Ј; 116.583° И | Јужни океан                                                               | |
| 66° 34′ S 121° 31′ E / 66.567° Ј; 121.517° И | Антарктик – Вилкесова земља                                               | Територија на коју полаже права Аустралија                                                                |
| 66° 34′ S 127° 9′ E / 66.567° Ј; 127.150° И  | Јужни океан                                                               | |
| 66° 34′ S 129° 38′ E / 66.567° Ј; 129.633° И | Антарктик – Вилкесова земља                                               | Територија на коју полаже права Аустралија                                                                |
| 66° 34′ S 136° 0′ E / 66.567° Ј; 136.000° И  | Антарктик – Аделијева земља                                               | Територија на коју полаже права Француска                                                                 |
| 66° 34′ S 138° 56′ E / 66.567° Ј; 138.933° И | Јужни океан                                                               | |
| 66° 34′ S 162° 44′ E / 66.567° Ј; 162.733° И | Balleny Islands – Борадејл острво                                         | Територија на коју полаже права Нови Зеланд                                                               |
| 66° 34′ S 162° 45′ E / 66.567° Ј; 162.750° И | Јужни океан                                                               | Пролази кроз северни део острва Аделејд (територијалне претензије Аргентина, Чиле и Уједињено Краљевство) |
| 66° 34′ S 65° 44′ W / 66.567° Ј; 65.733° З   | Антарктик – Антарктичко полуострво, Греамова земља и Ларсенов ледени праг | Територија на коју полаже права Аргентина, Чиле и Уједињено Краљевство                                    |
| 66° 34′ S 60° 21′ W / 66.567° Ј; 60.350° З   | Јужни океан                                                               | Пролази кроз Веделово море и неименовани део океана                                                       |